# Vluchthuis
Een vluchthuis is een Belgisch opvangcentrum voor mensen, meestal vrouwen, die mishandeld of bedreigd worden door het geweld van hun partner of andere medebewoners. Het adres van het vluchthuis blijft onbekend voor de dader, zodat de ondersteunende hulpverlening in alle rust en veiligheid voor de vrouw kan gebeuren. Ook de kinderen kunnen mee opgenomen worden.
In een vluchthuis (voor mishandelde vrouwen) (Frans: refuge (pour femmes maltraitées)) kunnen vrouwen die in acute nood verkeren korte tijd schuilen op een geheim adres. Het verschilt van een vrouwenopvangcentrum of kortweg vrouwenopvang (Frans: accueil pour femmes), waarvan het adres openbaar is en vrouwen voor langere tijd kunnen verblijven.

## Historie
Anonieme vluchthuizen ontstonden zowel in België als in Nederland vanaf de tweede helft van de jaren 70 als onderdeel van de tweede feministische golf. Anno 2012 maakten in Vlaanderen alle erkende vluchthuizen deel uit van een Centrum voor Algemeen Welzijnswerk (CAW).
Vlaams minister van Justitie Zuhal Demir sloot in april 2020 tijdens de coronacrisis in België een akkoord met een hotelketen om tijdelijk extra vluchthuizen te voorzien omdat de bestaande vlucht- en opvanghuizen bijna vol zaten. Ze investeerde ook 280.000 euro in het aanwerven van extra coördinatiepersoneel voor interventieteams in de vijf Vlaamse provincies. Het opvanghuis Montfort in de Brusselse gemeente Jette, waar vrouwen na een intakegesprek maximaal twee jaar in een van de 33 kamers of studio's kunnen verblijven, zat al voor de coronacrisis steevast vol en had een lange wachtrij, maar tijdens de coronacrisis nam het aantal vrouwen dat contact opnam om partner- en intrafamiliaal geweld te vluchten enorm toe.

## Werking
De begeleiding van een vluchthuis concentreert zich rond drie pijlers: de individuele begeleiding van de vrouw, de groepswerking en de kinderwerking. Alle drie de accenten worden even belangrijk geacht.
- de individuele begeleiding is erop gericht de vrouw sterker en weerbaarder te maken. Een grotere onafhankelijkheid en zelfredzaamheid kan haar helpen te beslissen om voorgoed van haar partner weg te gaan, of, als ze terugkeert, de gewelddadige interacties beter te hanteren. Daarbij kan ook de pleger betrokken worden.
- de groepswerking biedt extra ondersteuning door het contact met lotgenoten. Hier kan de vrouw ook opnieuw werken aan een positief zelfbeeld door veilige interacties op te bouwen met anderen.
- de kinderwerking geeft de kinderen extra aandacht en begeleiding bij het verwerken van o.a. de opname zelf in het vluchthuis. De moeder blijft ook in het vluchthuis wel zelf verantwoordelijk voor de opvoeding van de kinderen.

Het Nederlandse equivalent van vluchthuizen zijn de blijf-van-mijn-lijfhuizen.

## Mannen, holebi's en transgenders
In 2015 opende er in de omgeving van Mechelen ook een vluchthuis voor mannen, het Sam Huis. Hoewel naar schatting 1 op de 20 mannen te maken krijgt met ernstig partnergeweld, is de drempel om hulp te zoeken voor hen veel hoger vanwege het sociale stigma. Zo vertelde een slachtoffer dat hij jarenlang fysiek en psychisch werd mishandeld door zijn vriendin, maar toen hij ging klagen bij de politie door hen werd uitgelachen. Ruim een jaar na de opening van het Sam Huis hadden 24 mannen zich aangemeld, waarvan enkelen uiteindelijk gebruik maakten van het vluchthuis.
In oktober 2018 werd door het Brusselse Regenbooghuis het eerste vluchthuis in België geopend voor jongeren die vanwege hun seksuele geaardheid of genderidentiteit niet meer welkom zijn thuis. Zij kunnen er tijdelijk onderdak krijgen, naast psychologische en juridische begeleiding.